# Alexander Strobele
Alexander Strobele (* 6. Mai 1953 in Wien) ist ein österreichischer Schauspieler. Er ist seit 1983 vor allem in Fernsehserien und -filmen zu sehen und spielte bislang in rund 70 Produktionen mit.

## Werdegang
Im Jahr 1977 schloss er das Max Reinhardt Seminar ab, eine von Max Reinhardt gegründete Schauspielschule in Wien.
Theaterengagements führten ihn anschließend als jungen Schauspieler nach Deutschland, wo er bis 1987 auch blieb. So spielte er Rollen u. a. am Stadttheater Ingolstadt, am Schauspielhaus Bad Godesberg, dem Schauspielhaus der damaligen Bundeshauptstadt Bonn, am Staatstheater Kassel, am Schauspiel Bremen und am Theater am Turm, einem 2004 geschlossenen Haus in Frankfurt.
Die Titelrolle der sechsteiligen ORF-Serie Calafati Joe führte Strobele nach gut 14 Jahren in Deutschland wieder zurück nach Österreich. Im Zuge dieser Entwicklung traf er auch die Entscheidung, von seiner Heimatstadt Wien aus fortan als freier Schauspieler zu arbeiten.
So spielte er über die Zeit mehrfach und wiederholt an Wiener Bühnen, so beispielsweise 1990, 2007 und 2008 am Volkstheater oder 1992, 2000 und 2008 am Theater in der Josefstadt. Darüber hinaus engagierte er sich auch in freien Theaterproduktionen, die er produzierte und inszenierte wie „Ich, Feuerbach“ von Tankred Dorst als Österreichische Erstaufführung.

## Privatleben
Alexander Strobele lebt mit seiner Partnerin, der Kommunikationsmanagerin Christiane Huemer-Strobele, und der gemeinsamen Tochter (einem Model) in einem Loft im 7. Wiener Gemeindebezirk. Der Schauspieler hat bzw. hatte zwischenzeitlich zwei Hunde.

## Rezeption
In einem Online-Beitrag bezeichnete der ORF Strobele als Mitglied der „österreichischen Schauspiel-Elite“.
Bei der Nominierung zum Nestroy-Theaterpreis 2018, der an die deutsche Schauspielerin Dörte Lyssewski verliehen wurde, hieß es in der Begründung der Jury, dass Strobele mit „subtilen gestalterischen Mitteln eine unauffällige Figur“ zeichne, die „dennoch Heroisches“ leiste.

## Auszeichnungen
- Nestroy-Theaterpreis 2018 – Nominierung für „Beste Darstellung einer Nebenrolle“[8]

## Filmografie (Auswahl)
- 1991: Die Strauß-Dynastie
- 1993: Schindlers Liste
- 1994: Der Salzbaron (Fernsehserie)
- 1994: Eine Mutter kämpft um ihren Sohn
- 1995: Radetzkymarsch
- 1996: Stille Wasser
- 1997: Projekt: Peacemaker
- 1997: Tatort – Inflagranti (Fernsehreihe)
- 1998: Tatort – Brandwunden
- 1998: Natalie III – Babystrich online
- 2001: Amokfahrt zum Pazifik
- 2001: Natalie 4 – Das Leben nach dem Babystrich
- 2001: Uprising – Der Aufstand
- 2002: Die Frau, die an Dr. Fabian zweifelte
- 2002: Der Bulle von Tölz: Salzburger Nockerl
- 2003: Tatort – Tödliche Souvenirs
- 2003: Natalie 5 – Babystrich Ostblock
- 2003: Augustus – Mein Vater der Kaiser
- 2003: Mit einem Rutsch ins Glück
- 2003: Der Bockerer IV – Prager Frühling
- 2005: Fünf-Sterne-Kerle inklusive
- 2010: Jud Süß – Film ohne Gewissen
- 2010: Schatten der Erinnerung
- 2011: Tatort – Lohn der Arbeit
- 2016: Karussell
- 2017: Tatort – Wehrlos
- 2017: Life Guidance
- 2018: Die Toten vom Bodensee – Der Wiederkehrer
- 2022: Letzte Bootsfahrt (Fernsehfilm)
- 2025: SOKO Donau/SOKO Wien (Fernsehserie, Folge: Das Schweigen der Gartenzwerge)
- 2025: Landkrimi – Acht (Fernsehreihe)

## Fernsehserien (Auswahl)
- 1989: Calafati Joe in 6 Folgen als Calafati Joe[9]
- Kommissar Rex
- Medicopter 117 – Jedes Leben zählt
- 2000: Der Clown
- Julia – Eine ungewöhnliche Frau
- SK Kölsch
- SOKO Kitzbühel
- Sinan Toprak ist der Unbestechliche
- Alarm für Cobra 11 – Die Autobahnpolizei
- SOKO Wien 3 Folgen
- CopStories 1 Folge
- Die Bergretter 1 Folge
- Die Landärztin 2 Folgen
- Schnell ermittelt 1 Folge
- FC Rückpass

## Theaterstücke (Auswahl)
- „Z!pf oder die dunkle Seite des Mondes“, Theater Hausruck 2007–2008
- „Die Schüsse von Sarajevo“, Theater in der Josefstadt, 2014
- „The King’s Speech“, Wiener Kammerspiele, 2012–2013
- „Ein Klotz am Bein“, Theater in der Josefstadt, 2011–2012
- „Der widerspenstigen Zähmung“, Frankenfestspiele Röttingen 2000